# عهد النار (فلم)
عهد النار  (بالإنجليزية: Reign of Fire) هو فيلم حركة تم إنتاجه في المملكة المتحدة والولايات المتحدة وصدر في سنة 2002. من بطولة ماثيو ماكونهي وكريستيان بيل وجيرارد بتلر.

## الميزانية والإيرادات
بلغت تكلفة إنتاج الفيلم حوالي 60,000,000 دولار بينما حقق أرباحا تقدر بـ 82,150,183 دولار.

## وصلات خارجية
- عهد النار على موقع IMDb (الإنجليزية)
- عهد النار على موقع ميتاكريتيك (الإنجليزية)
- عهد النار على موقع روتن توميتوز (الإنجليزية)
- عهد النار على موقع نتفليكس (الإنجليزية)
- عهد النار على موقع قاعدة بيانات الأفلام العربية
- عهد النار على موقع ألو سيني (الفرنسية)
- عهد النار على موقع Turner Classic Movies (الإنجليزية)
- عهد النار على موقع أول موفي (الإنجليزية)
- عهد النار على موقع بوكس أوفيس موجو (الإنجليزية)
- عهد النار على موقع فيلمافينيتي (الإسبانية)